# Mounir Dob
Pour les articles homonymes, voir Dob.
Mounir Dob (en arabe : منير دوب), est un footballeur algérien né le 1er février 1974 à Alger. Il évoluait au poste d'attaquant. Il est le frère de Fodil Dob. Actuellement il est manager général au WA Boufarik.

## Palmarès
- Vainqueur de la Supercoupe d'Algérie en 1995 avec le CR Belouizdad.
- Vainqueur de la Coupe de la CAF en 2000, 2001 et 2002 avec la JS Kabylie.